# Kanton Noirétable
Kanton Noirétable (francouzsky Canton de Noirétable) je francouzský kanton v departementu Loire v regionu Rhône-Alpes. Tvoří ho 12 obcí.

## Obce kantonu
- Cervières
- La Chamba
- La Chambonie
- La Côte-en-Couzan
- Noirétable
- Saint-Didier-sur-Rochefort
- Saint-Jean-la-Vêtre
- Saint-Julien-la-Vêtre
- Saint-Priest-la-Vêtre
- Saint-Thurin
- Les Salles
- La Valla-sur-Rochefort